# Adam Lisewski
Adam Lisewski, né le 24 janvier 1944 à Varsovie et mort dans la même ville le 23 février 2023, est un escrimeur polonais, pratiquant le fleuret.

## Biographie
Adam Lisewski est président de la fédération polonaise d'escrime au début des années 2000[Quand ?],.

## Distinctions
- Membre d'honneur de la fédération internationale d'escrime[4]

## Palmarès
- Jeux olympiques d'été
  -  Médaille de bronze par équipes aux Jeux olympiques de 1968 à Mexico[5]

- Championnats du monde
  -  Médaille d'argent par équipes aux championnats du monde 1965 à Paris
  -  Médaille d'argent par équipes aux championnats du monde 1971 à Vienne
  -  Médaille de bronze par équipes aux championnats du monde 1966 à Moscou
  -  Médaille de bronze par équipes aux championnats du monde 1967 à Montréal

- Championnats de Pologne
  -  Médaille d'or en individuel aux championnats de Pologne 1967
  -  Médaille d'or en individuel aux championnats de Pologne 1971